# Lycosa wroughtoni
Lycosa wroughtoni là một loài nhện trong họ Lycosidae.
Loài này thuộc chi Lycosa. Lycosa wroughtoni được Mary Agard Pocock miêu tả năm 1899.